# 拉差巴迪寺
拉差巴迪寺（泰語： Wat Ratchapradit，意为敕建寺），全称拉差巴迪沙提玛哈西玛兰皇家寺院（ Wat Ratchapradit Sathit Mahasimaram Ratchaworawihan），是泰国曼谷拍那空县的佛寺，建于1864年。1915年列入一等寺院。
拉差巴迪寺位于拉吉妮路及库孟敦运河（Khlong Khu Mueang Derm, Khlong Lot）旁，沙兰龙宫以南，近枢密院和大皇宫，正门位于沙南龙路。

## 历史
拉差巴迪寺于1864年建成，原本是三世王开辟的咖啡园；三世王驾崩后，由四世王下令修建。四世王希望按照旧都阿瑜陀耶的格局布局曼谷市区的佛寺，以同名寺庙对应阿瑜陀耶的瑪哈泰寺、拉差布拉那寺、拉差巴迪寺。修建拉差巴迪寺前，曼谷已经修建了玛哈泰寺和拉差布拉那寺，四世王遂决定修建新的拉差巴迪寺。
修建工作起初受阻，缘由是选址靠近运河，土壤过于松软。四世王于是在此地举行舞会，要求入场平民上缴蒜罐。这些蒜罐最终成为寺庙主殿的地基。工程耗时7个月，于1864年竣工。首任住持由巴翁僧王寺的高僧沙·普沙德瓦担任。沙·普沙德瓦在1893年被五世王封为第九代僧王。四世王为法宗派创立者，拉差巴迪寺即成为首间法宗派寺庙。

## 建筑
主殿称为銮佛殿（泰語： Phra Wihanluang），既是精舍又是戒堂，建于砖台之上，外墙以灰色大理石砖砌成。屋檐侧面的楣饰处以蓝色玻璃打底，镶嵌王冠式样的四世王徽。殿中央的正门和两侧的窗户是以贴金的柚木做框架，其上方以王冠形花饰装饰，象征王权。
殿内的壁画是于五世王统治时期所绘，展示一年各大王室庆典的盛况。主殿供奉的佛像是西兴佛的复制品，基座埋有四世王的遗骨。正对佛像的壁画描绘的是1868年8月18日，四世王在巴蜀府观测日食的场面。
殿后的佛塔名为石塔（泰語： Pasan Chedi），为锡兰风格，表面覆以灰色大理石片。
主殿的两侧各有一座白色建筑，顶部修成普朗塔风格，是为象征王权和佛权的庙山。靠东者作为藏经阁使用，楣饰处描绘佛陀的出世和涅槃。靠西者的邦塔墙面修成四面神式样，供奉四世王等身贴金铜像。寺庙内还有一些小型佛塔，内部供奉本寺历代高僧的遗物。两座白色建筑和小佛塔都是六世王期间建造。

## 图册

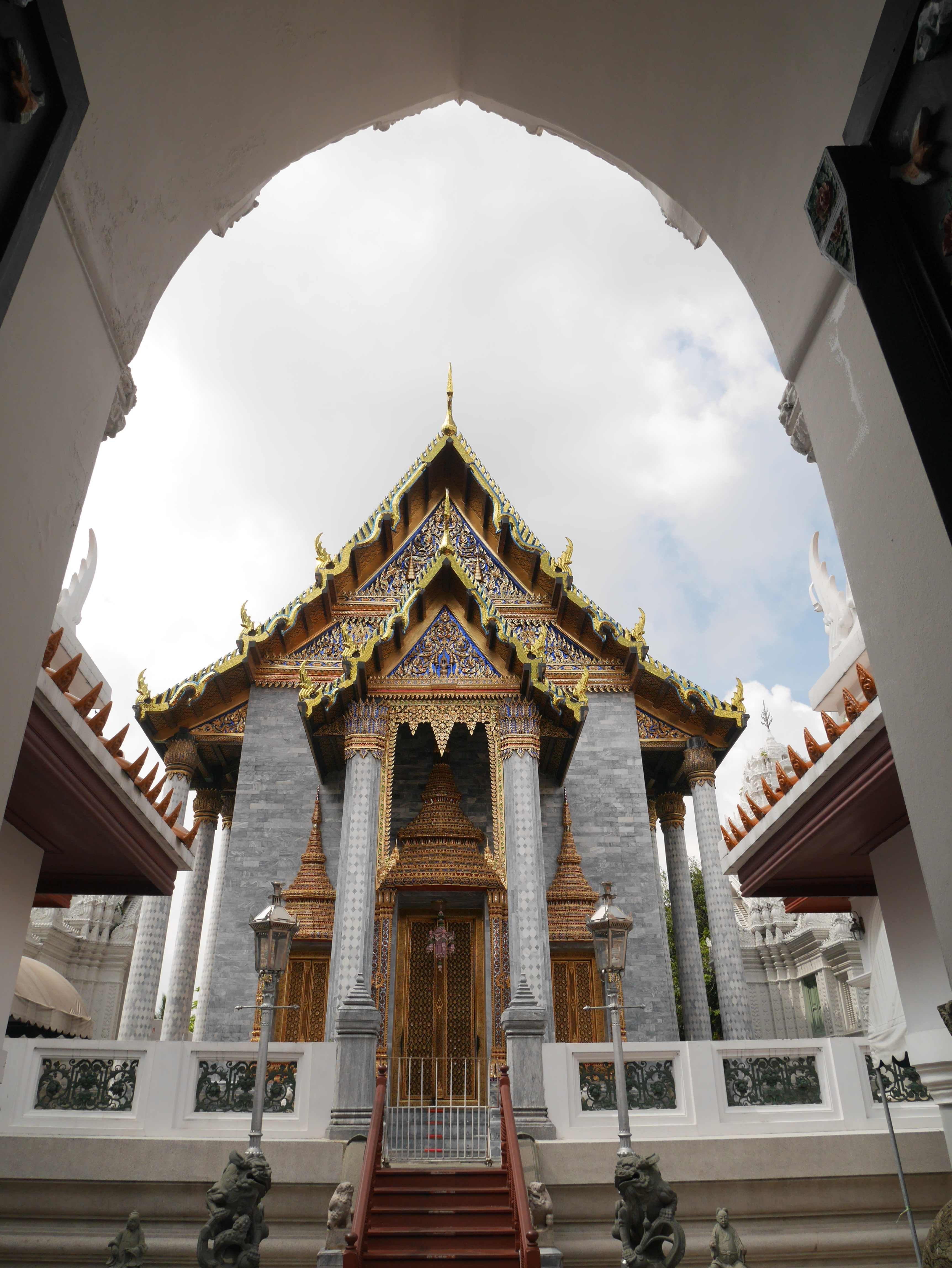
主殿正面
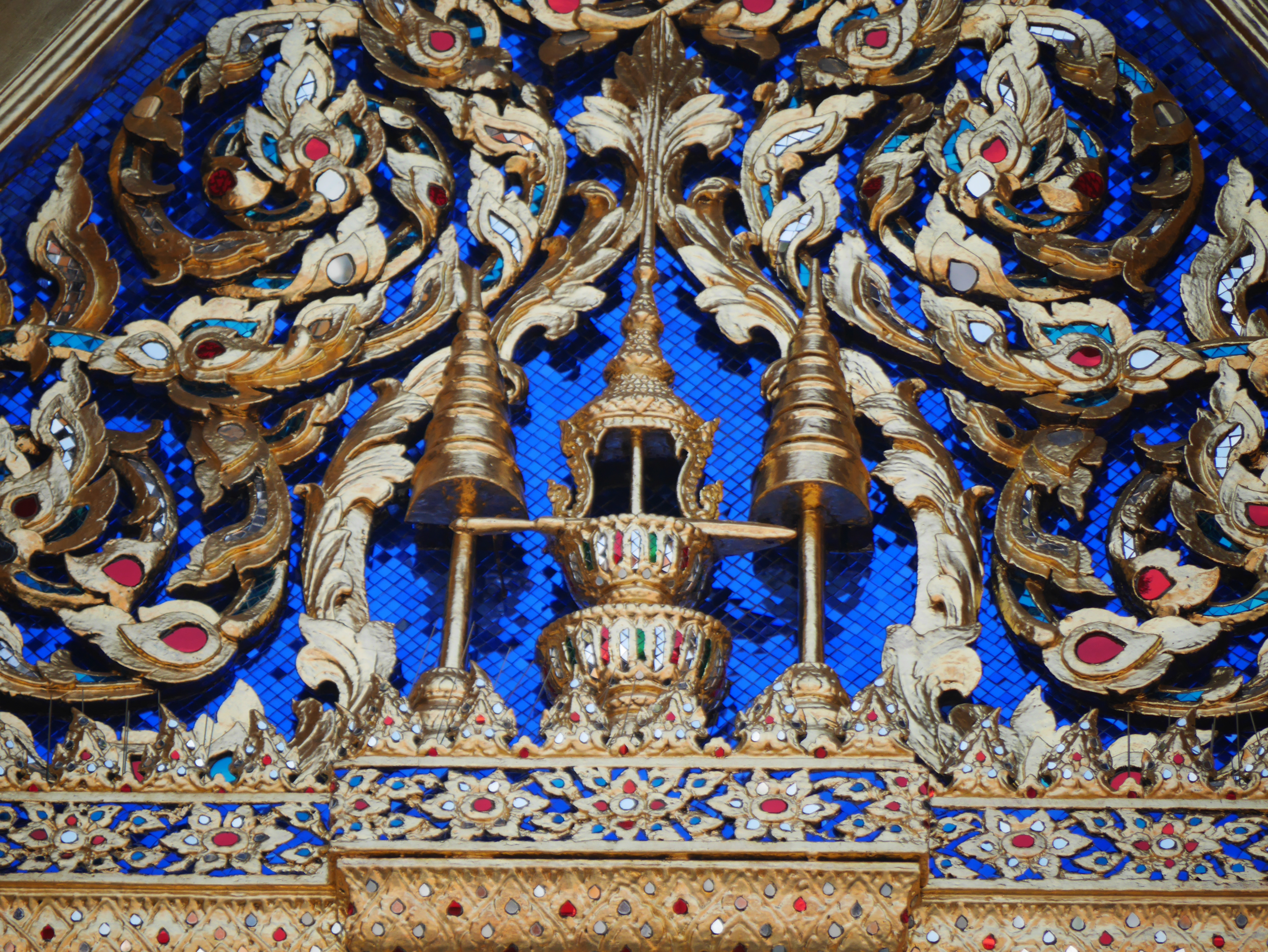
主殿的王冠式样楣饰
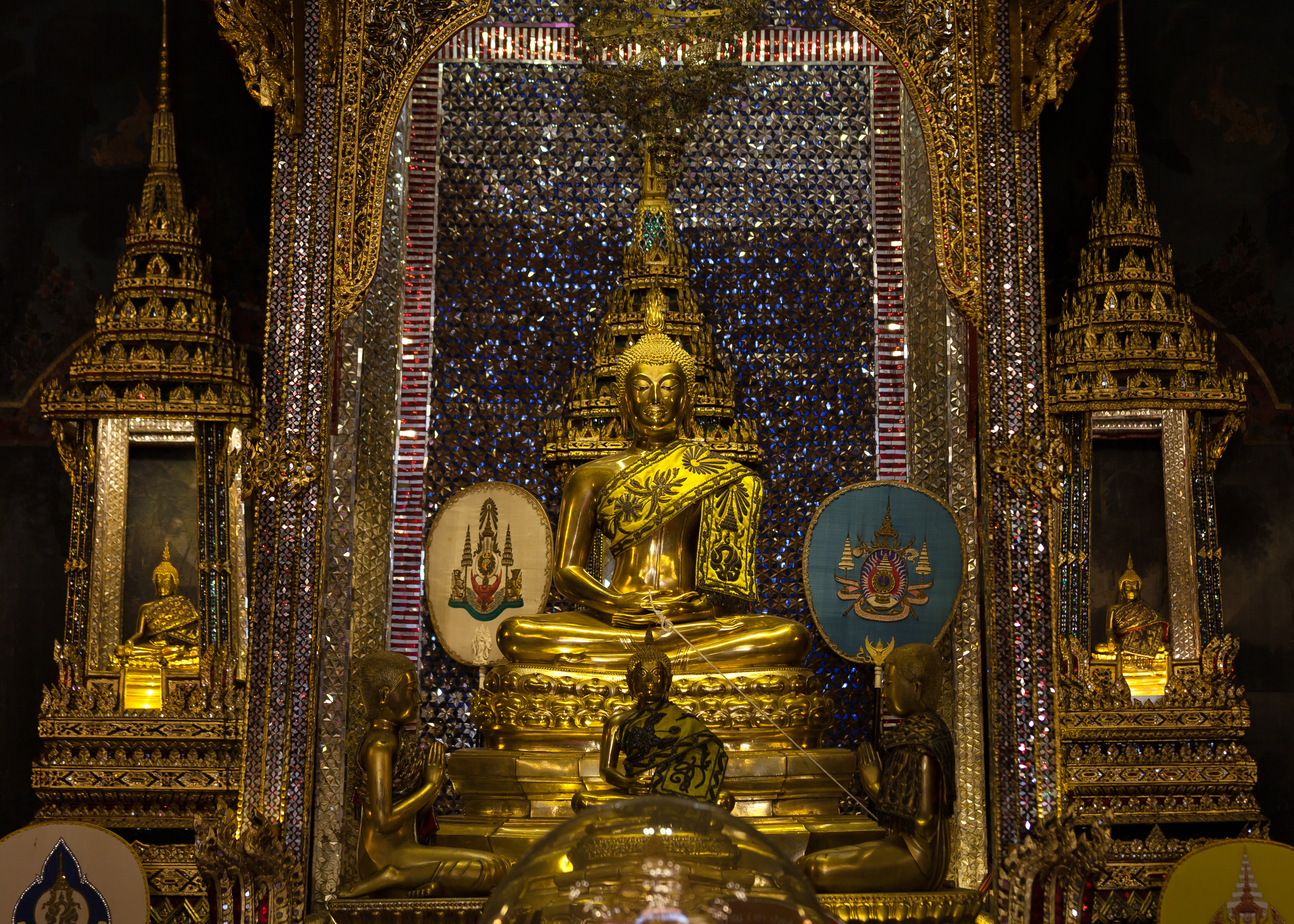
殿内供奉西兴佛像的复制品
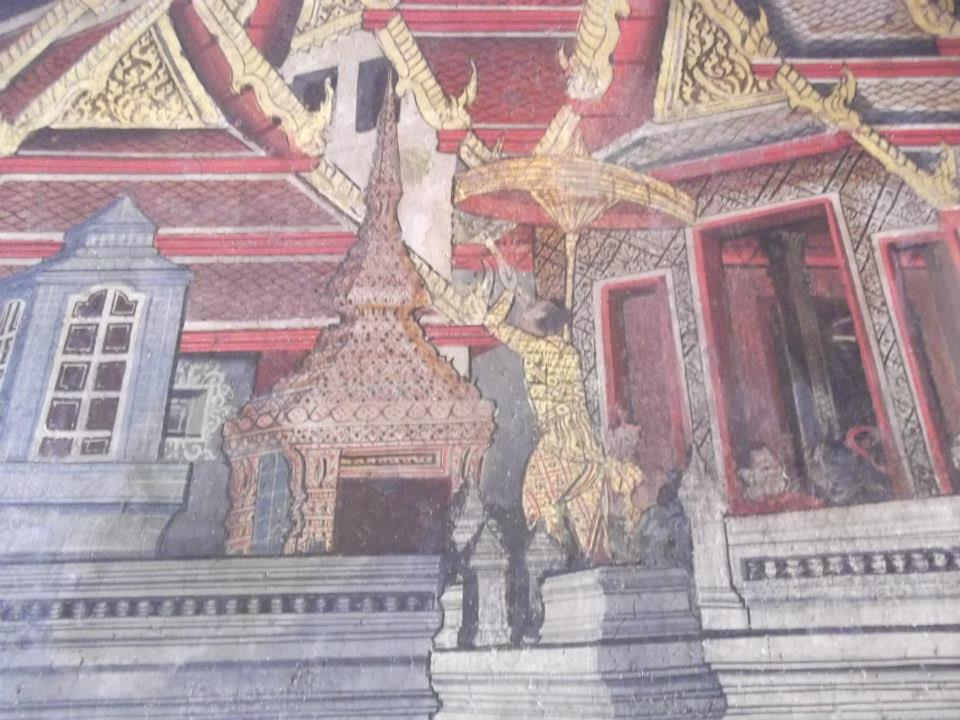
描绘四世王使用望远镜的壁画
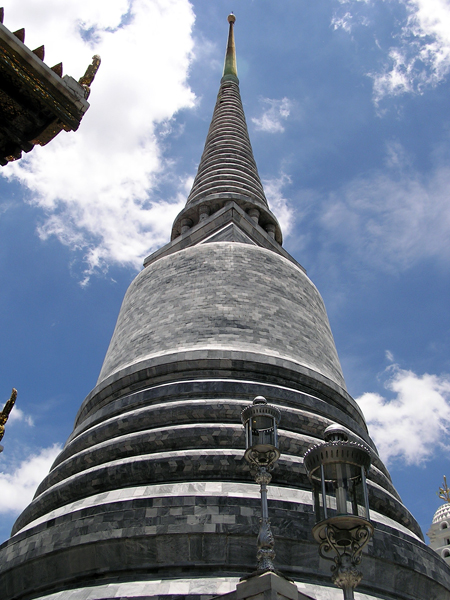
石塔
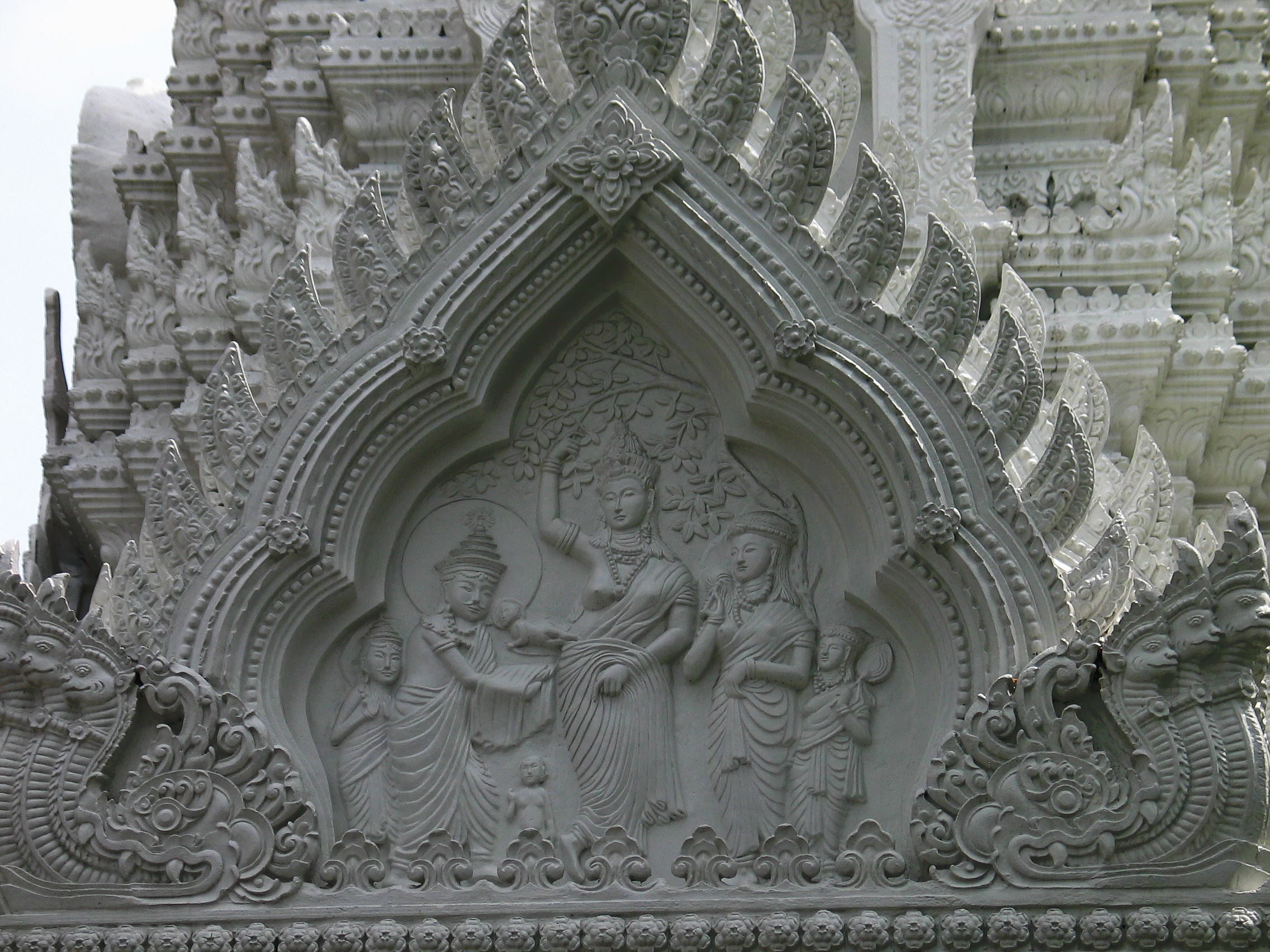
藏经阁描绘佛陀出世场景的楣饰
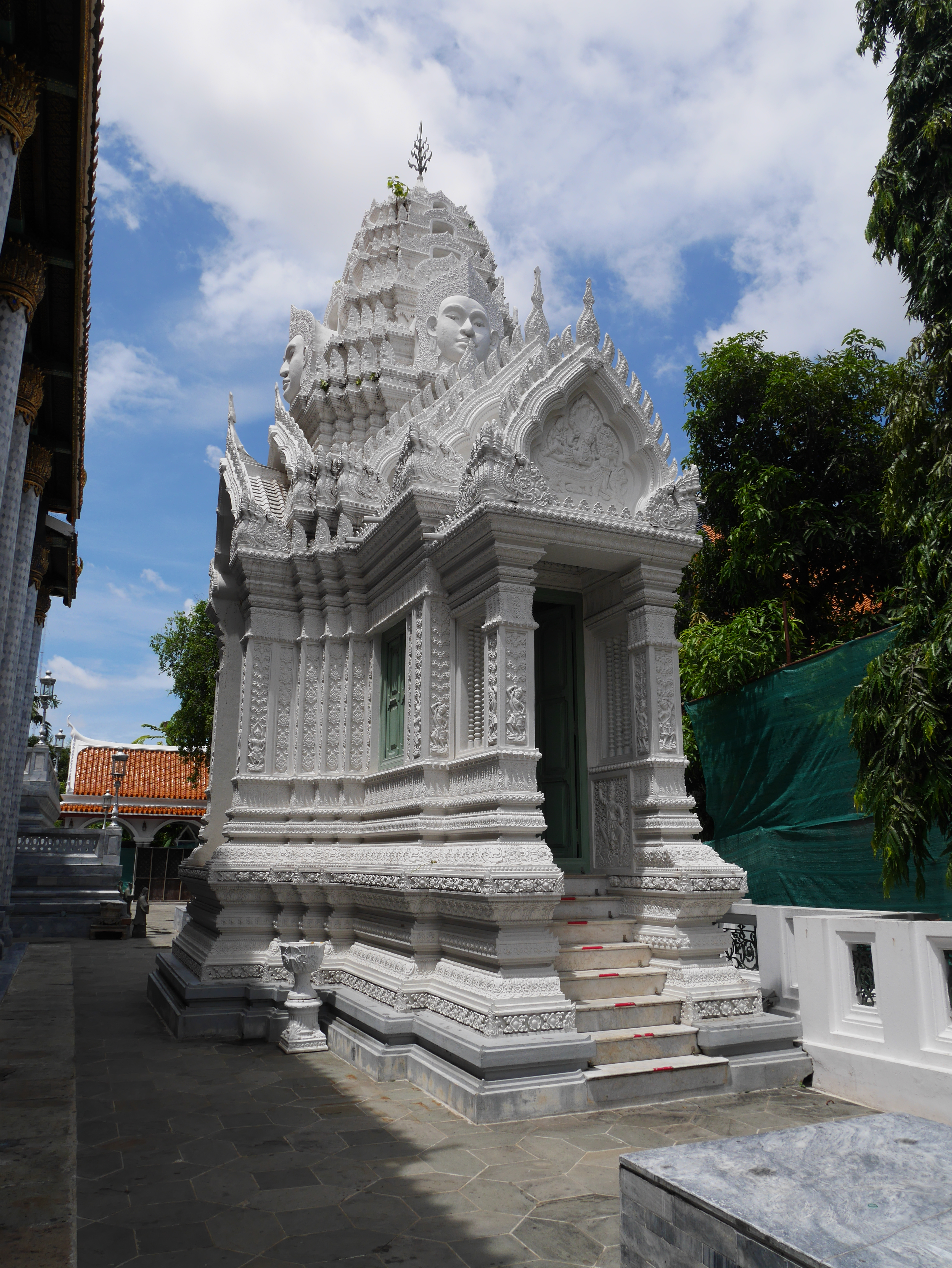
靠西白庙的四面神塔立面
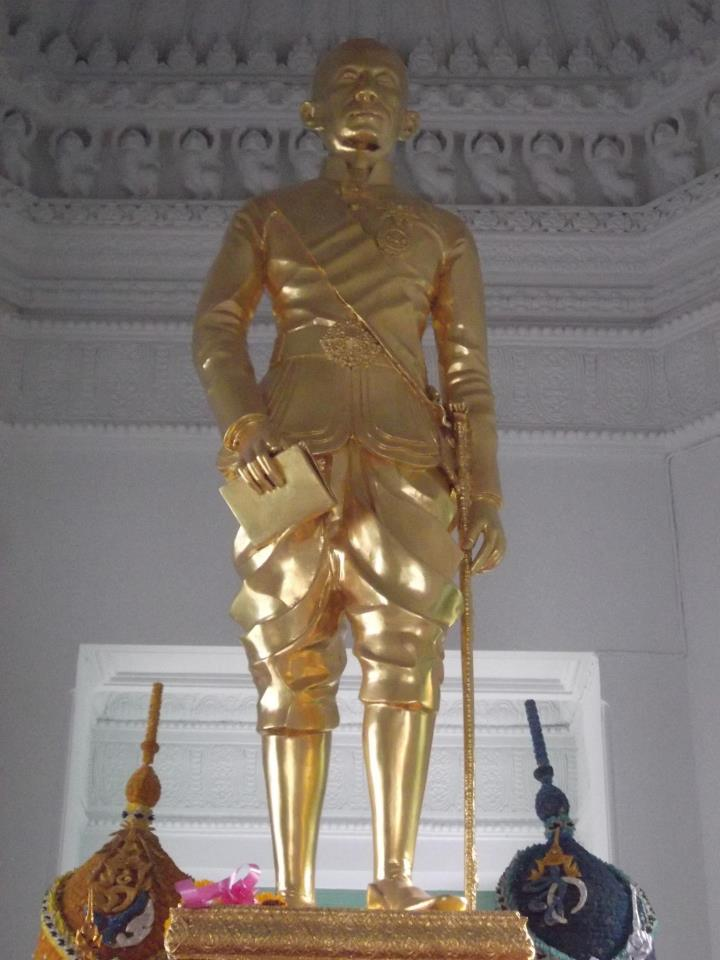
四世王贴金铜像